# Tony Hawk's Pro Skater 1 + 2
Tony Hawk's Pro Skater 1 + 2 (comúnmente abreviado como THPS 1 + 2) es un videojuego de monopatinaje desarrollado por Vicarious Visions y publicado por Activision, que se lanzó en Microsoft Windows, PlayStation 4 y Xbox One el 4 de septiembre de 2020. Es una nueva versión de los dos primeros juegos de la serie Tony Hawk: Pro Skater, Tony Hawk Pro Skater (1999) y Tony Hawk Pro Skater 2 (2000) que fueron desarrollados originalmente por Neversoft. Es el primer juego importante de la serie en la década y el primero en más de 5 años desde Tony Hawk's Pro Skater 5 (2015).
Tony Hawk Pro Skater 1 + 2 recibió críticas generalmente favorables de los críticos, con elogios por sus gráficos, jugabilidad, controles y mejoras sobre Pro Skater 5, la versión de PlayStation 4 ha sido clasificada como la mejor versión de Pro Skater 1 + 2 en múltiples sitios de reseñas y crítica especializada. El juego se ha convertido en el juego de ventas más rápido de la franquicia, vendiendo 1 millón de copias en las primeras dos semanas.

## Jugabilidad
Tony Hawk Pro Skater 1 + 2 es una nueva versión de los dos primeros juegos de la serie Tony Hawk: Pro Skater, Tony Hawk Pro Skater (1999) y Tony Hawk Pro Skater 2 (2000). Un videojuego de monopatinaje que se juega en una vista en tercera persona con una cámara fija, el jugador debe ganar puntos realizando trucos y completar objetivos para desbloquear niveles y avanzar en el juego.
Pro Skater 1 + 2 presenta trucos introducidos en juegos posteriores, como revertir, la transferencia de columna y la planta de pared. El jugador también puede crear su propio patinador y parque de patinaje con los modos Crea un patinador y Crea un parque. El juego también incluye pantalla dividida local y multijugador en línea.

## Desarrollo
Pro Skater 1 + 2 es la tercera reedición de los dos juegos originales, después de Pro Skater 2x de Treyarch en 2001 y Pro Skater HD de Robomodo en 2012. Tratando de capitalizar la creciente popularidad del patinaje como deporte, la serie de Tony Hawk de Los videojuegos comenzaron en 1999 con Pro Skater, que fue inmediatamente seguido por Pro Skater 2 en 2000. Ambos juegos, especialmente Pro Skater 2, fueron muy bien recibidos por la crítica y comercialmente, generando una de las franquicias de videojuegos de mayor éxito comercial de la década del 2000. lanzando juegos anualmente durante casi una década. Sin embargo, el acuerdo de licencia original entre Tony Hawk y Activision expiró en 2015 después del lanzamiento del Pro Skater 5 mal recibido, abandonando la franquicia durante más de cinco años. Pro Skater 1 + 2 es el primer juego lanzado por Activision desde que finalizó el acuerdo mencionado anteriormente, mientras que Hawk se asoció con Maple Media para lanzar el juego móvil independiente Tony Hawk's Skate Jam en 2018.
El 12 de mayo de 2020, Activision anunció el Pro Skater 1 + 2 de Tony Hawk, que fue desarrollado por Vicarious Visions usando Unreal Engine 4, quien anteriormente trabajó en puertos para varios juegos de Tony Hawk. Según la directora del estudio de Vicarious Visions, Jen Oneal, dijo que el estudio obtuvo el código de manejo original de Neversoft y superó el código para modernizar el manejo, además de consultar con ex empleados. El equipo también trabajó en la geometría del nivel para asegurarse de que las líneas de patinaje del jugador fueran las mismas de los juegos originales. Además, el equipo había rehecho todos los recursos artísticos de los 19 niveles del juego para prepararlo para la resolución 4K pero, por lo demás, mantener el juego familiar para los jugadores.
Oneal también confirmó que la mayoría de las canciones con licencia de los dos primeros juegos regresarían. No hay tres pistas en los dos juegos, mientras que se han añadido 37 pistas nuevas. Todos los patinadores profesionales de los dos primeros juegos han regresado a la nueva versión, apareciendo con su edad actual. Esta versión incluye varios patinadores profesionales nuevos y más jóvenes; algunos de los cuales, como Nyjah Huston, Riley Hawk y Lizzie Armanto, ya habían aparecido en los juegos posteriores de Tony Hawk. Jack Black proporciona su imagen y voz para el "Oficial Dick", un personaje secreto jugable que también estaba en los videojuegos originales.

## Pro-Skaters
Pro-Skaters Clásicos
- Tony Hawk
- Bob Burnquist
- Steve Caballero
- Kareem Campbell
- Rune Glifberg
- Eric Koston
- Bucky Lasek
- Rodney Mullen
- Chad Muska
- Andrew Reynolds
- Geoff Rowley
- Elissa Steamer
- Jamie Thomas

Pro-Skaters Nuevos
- Lizzie Armanto
- Leticia Bufoni
- Riley Hawk
- Nyjah Huston
- Tyshawn Jones
- Aori Nishimura
- Leo Baker
- Shane O'Neill

## Recepción
El Tony Hawk Pro Skater 1 + 2 recibió críticas "generalmente favorables", según la página de reseñas Metacritic, la versión para PlayStation 4 ha obtenido las mejores críticas tanto del público como de los medios, en Insider llamaron a la versión de PlayStation 4 el mejor juego de patinaje en 20 años. IGN lo llamó un "tremendo cambio" del Tony Hawk Pro Skater 5, y declaró que era "difícil de creer que compartan ni siquiera una pizca de ADN".

### Ventas
Tony Hawk Pro Skater 1 + 2 se ha convertido en el juego más vendido de la franquicia, vendiendo 1 millón de copias en las dos primeras semanas. En el Reino Unido, el juego fue el mayor lanzamiento de la franquicia desde Tony Hawk's Underground del 2003 y fue el segundo mayor lanzamiento de la franquicia en general.